# 康安道
康安道是清朝四川省的一個道，初擬名爐安道，宣統三年二月奏准並改名，駐巴安府。道員加提法使銜，管理全境刑名，兼管兵備，督率康定府、巴安府兩府及所屬各州縣。屬川滇邊務大臣管轄。